# Fort de Bondues
Das Fort de Bondues, auch Fort Lobau genannt, ist eine Festung in Bondues. Von März 1943 bis April 1944 nutzte die deutsche Wehrmacht die Anlage als Hinrichtungsstätte. Dort wurden mindestens 68 Widerstandskämpfer erschossen.

## Geschichte

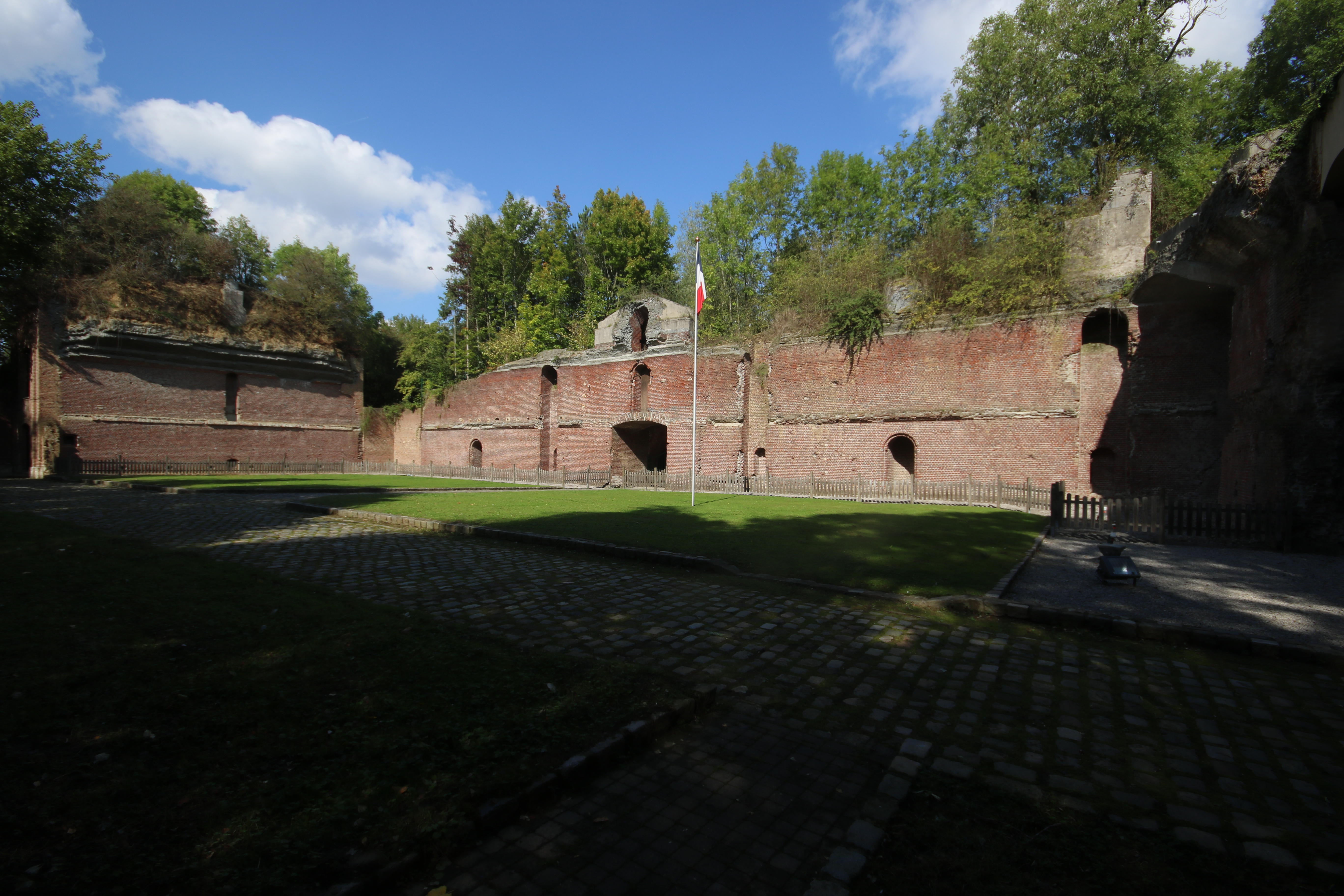
Fort Bondues

Die Festung Fort de Bondues wurde zwischen 1875 und 1885 erbaut. Bondues liegt in der Nähe von Lille und damit im Norden von Frankreich. Sie liegt an einer Hauptverkehrsroute nach Belgien. Kurzfristig trug die Festung auch den Namen Fort Lobau (nach Georges Mouton / Graf von Lobau). Der damalige Kriegsminister Georges Boulanger ließ sie dahingehend umbenennen. In seiner Zeit wurden viele Forts und andere militärische Orte nach berühmten Angehörigen des Militärs benannt. Sein Nachfolger Théophile Ferron gab der Festung ihren ursprünglichen Namen zurück.
Das Fort hat einen trapezförmigen Grundriss (240m × 150m). Umrahmt wird es durch einen roten Backsteinwall, der einen Umfang von 720 m hat. Er ist von einem 8 m breiten Graben umgeben. Die Anlage enthielt auch eine gepanzerte Kuppel, einen Panzerturm Mougin Modell 1876. 
Das Fort wurde, obwohl es bis zu 800 Soldaten beherbergen konnte und etwa 40 Geschütze dort stationiert werden konnten, nicht als Verteidigungselement eingesetzt. Der Hauptgrund scheint in der Verwundbarkeit der Anlage zu liegen. Zum einen lässt sich das Fort sehr gut aus der Anhöhe von Mouvaux treffen, zum anderen hatte es auch keine Unterstände oder auch Lager, die gegen Granaten und Sprengstoffe ausreichend geschützt waren.

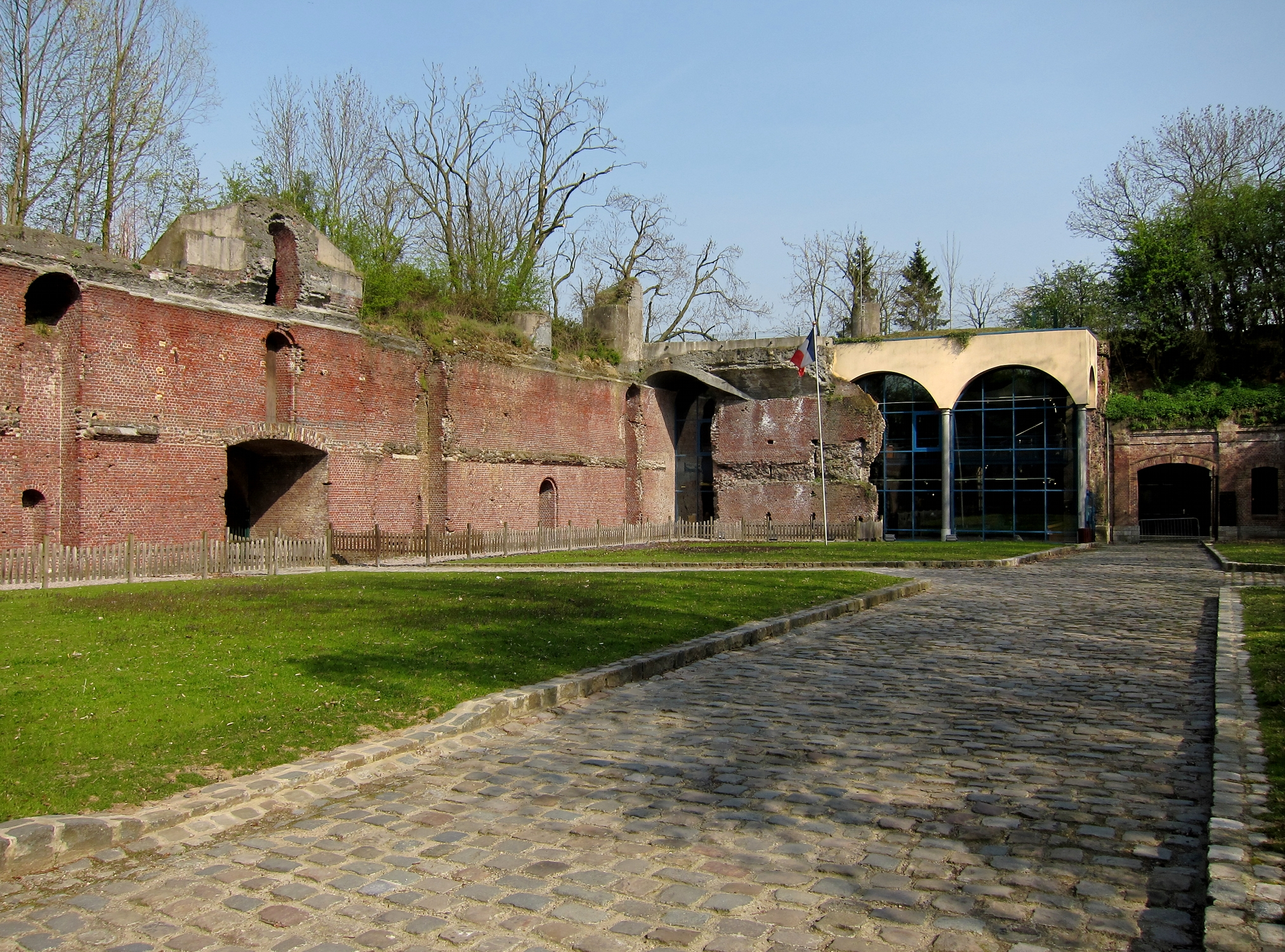
Fort de Bondues

Das Fort wurde zweimal von deutschen Truppen besetzt: das erste Mal von Oktober 1914 bis Oktober 1918 während des 1. Weltkriegs und von 1940 bis 1944 während des 2. Weltkriegs. Von 1940 bis März 1943 diente es als Munitionslager (Bomben). Ab März 1943 bis Ende August 1944 diente es als Hinrichtungsstätte. 68 Widerstandskämpfer wurden dort getötet. Als die Wehrmacht den Abzug startete, sprengte man die Anlage und zerstörte gut zwei Drittel der Festung. Den Rest der Zeit von 1885 bis zur vollständigen Entmilitarisierung 1962 nutzte die französische Armee den Standort. Im Jahre 1962 übergab sie das Gelände an die Gemeinde Bondues.
Erst in den 1980er Jahren interessierte man sich wieder für die Festung und fing auch mit der Sanierung der Anlage an. Es ist gut ein Drittel der Anlage wieder hergestellt, darunter der Ehrenhof „Cour Sacrée“. Dort fanden die Hinrichtungen statt. Aber auch die Räume (Kasematten), die später dem Musée de la Résistance de Bondues als Ausstellungsräume dienen sollten, wurden damals wieder hergestellt.

## Hingerichtete Personen
Diese Tabelle ist eine Auflistung der durch Erschießung hingerichteten Personen im Fort Bondues. Die Tabelle erhebt keinen Anspruch auf Vollständigkeit.
| Name                                | Ref.          | Geburtsjahr/-ort                        | Beruf                                                    | Anmerkungen | Todesdatum    | Foto/Briefmarke |
| ----------------------------------- | ------------- | --------------------------------------- | -------------------------------------------------------- | --- | ------------- | --------------- |
| André Baleuw                        | [ 4 ]         | 1923 in Le Touquet (Pas-de-Calais)      |                                                          | Réseau Agir | 20. Juli 1943 |                 |
| Émile Beaucourt                     | [ 5 ]         | 1891 in Arras                           | kfm. Direktor einer Firma                                | OCM | 15. März 1944 |                 |
| René Beauvois                       | [ 6 ]         | 1908 in Avesnes-les-Aubert              | Betonarbeiter/Bauarbeiter, Landarbeiter                  | Front National (Résistance) | 9. Feb. 1944  |                 |
| Abel Béraet                         | [ 7 ]         | 1906 in Calais                          | Lebensmittelhändler                                      | Réseau Alibi: Jean de Vienne | 6. Jan. 1944  |                 |
| Henri Béraet                        | [ 8 ]         | 1895 in Calais                          | Elektriker                                               | Réseau Alibi: Jean de Vienne und Réseau Alliance | 27. Aug. 1943 |                 |
| Pierre Bériot (auch: Benoît Didier) | [ 9 ]         | 1903 in Roubaix (Nord)                  | Versicherungsagent                                       | OCM / VDN (Voix du Nord) | 27. Okt. 1943 |                 |
| Firmin Blondeel                     | [ 10 ]        | 1899 in Dannes                          | Bäcker                                                   | FTPF, Front National (Résistance) | 9. Feb. 1944  |                 |
| René Bonpain (Abbé Bonpain)         | [ 11 ]        | 1908 in Dünkirchen (Nord)               | Priester                                                 | Réseau Alliance, Réseau Zéro-France | 30. März 1943 |                 |
| Gilbert Bostsarron                  | [ 12 ]        | 1903 in Saint-Galmier (Loire)           | Techniker, Fabrikleiter (?)                              | Réseau Alliance, Shelborn | 20. Jan. 1944 |                 |
| Marcel Bouderiez                    | [ 13 ]        | 1899 in Lille (Nord)                    | Industriedesigner                                        | FTPF, Front National (Résistance) | 14. Dez. 1943 |                 |
| Louis Boulet                        | [ 14 ]        | 1904 in Rumaucourt (Pas-de-Calais)      | Holzfäller                                               | Front National (Résistance) | 17. März 1943 |                 |
| Fernand Bouton                      | [ 15 ]        | 1921 in Sebourg oder Vieux-Condé (Nord) | Stadtschreiber / Sekretär des Bürgermeisters             | Front National (Résistance) | 9. März 1944  |                 |
| Yvon Bouton                         | [ 16 ]        | 1924 in Bruay-sur-Escaut (Nord)         | "employé pointeur" (brauchbare Übersetzung gesucht)      | Front National (Résistance) | 9. März 1944  |                 |
| Edward Bown                         | [ 17 ]        | 1898 in Guînes (Pas-de-Calais)          | Händler von landwirtschaftlichen Produkten               | Réseau Alibi: Jean de Vienne | 6. Jan. 1944  |                 |
| Gaston Brogniart                    | [ 18 ]        | 1902 in Longuenesse (Pas-de-Calais)     | Verkäufer                                                | Réseau Agir | 20. Juli 1943 |                 |
| Fernand Charbonnier                 | [ 19 ]        | 1912 in Valenciennes                    | Mitarbeiter bei der Post / Technischer Assistent der PTT | Réseau Alibi: Jean de Vienne | 6. Jan. 1944  |                 |
| Georges Charles                     | [ 20 ]        | 1902 in Lille                           | Elektriker                                               | Réseau Alliance | 16. Jan. 1944 |                 |
| André Chevalier                     | [ 21 ]        | 1912 in Paris                           | Vermessungsingenieur                                     | Réseau Alliance | 20. Jan. 1944 |                 |
| André Croquelois                    | [ 22 ]        | 1909 in Pont de Briques                 | Arzt                                                     | OCM, Front National (Résistance), FTPF | 21. Apr. 1944 |                 |
| Julien Dautremer                    | [ 23 ]        | 1894 in Aix en Issart                   | Landwirt                                                 | OCM | 28. März 1944 |                 |
| Yves Defossez                       | [ 24 ]        | 1922 in Abancourt                       | Verkäufer                                                | Réseau Alliance | 19. Jan. 1944 |                 |
| Camille Deis                        | [ 25 ]        | 1915 in Paris                           | Marktverkäufer                                           | Réseau Alliance | 16. Jan. 1944 |                 |
| Alfred Delaval                      | [ 26 ]        | 1914 in Tourcoing                       | Hoteldirektor                                            | OCM, Rèseau Zéro-France | 28. März 1944 |                 |
| Henri Desainfuscien                 | [ 27 ]        | 1914 in Vincennes                       | Zeichner, Industriedesigner                              | Réseau Alliance | 19. Jan. 1944 |                 |
| Eugéne D’Hallendre                  | [ 28 ] [ 29 ] | 1898 in La Madeleine                    | Mechaniker                                               | Réseau Centurie, VDN (Voix du Nord) und Regionalleiter der Zivil- und Militärorganisation (OCM)                                                       | 27. Dez. 1943 |                 |
| Louis Dhenin                        | [ 30 ]        | 1902 in Béthune                         | Arzt                                                     | OCM | 15. März 1944 |                 |
| Marcel Douphy                       | [ 31 ]        | 1890 in Paris                           | Architekt                                                | OCM, Réseau Kléber | 15. März 1944 |                 |
| Léon Fayolle                        | [ 32 ]        | 1893 in Boulogne-sur-Mer                | Eisenbahner, Staatskommissar                             | Front National (Résistance) | 25. Feb. 1944 |                 |
| Marcel Follet                       | [ 33 ]        | 1913 in Calais (Pas-de-Calais)          |                                                          | Réseau Alibi: Alibi Jean de Vienne | 27. Aug. 1943 |                 |
| Michel Charles Foulon               | [ 34 ]        | 1923 in Gondecourt (Nord)               | Elektriker                                               | | 6. Jan. 1944  |                 |
| Louis Helle                         | [ 35 ]        | 1915 in Fillièvres                      | Lehrer (Englisch)                                        | OCM | 18. Apr. 1944 |                 |
| Louis Hellin                        | [ 36 ]        | 1920 in Hergnies (Nord)                 |                                                          | FTPF, Front National (Résistance) | 9. März 1944  |                 |
| Louis Herbeaux                      | [ 37 ]        | 1896 in Roubaix (Nord)                  | Schreiner/Tischler                                       | Réseau Alliance | 30. März 1943 |                 |
| Hubsch (?)                          |               |                                         |                                                          | | 28. März 1944 |                 |
| Alphonse Huyghes                    | [ 38 ]        | 1905 in Calais (Pas-de-Calais)          | Mitarbeiter bei der SNCF                                 | Réseau Alibi, Réseau Alliance und Liberation-Nord | 27. Aug. 1943 |                 |
| Jules Lanery                        | [ 39 ]        | 1894 in Paris                           | Buchhalter, Büroangestellter                             | Réseau Alliance, VDN (Voix du Nord) | 30. März 1943 |                 |
| Ernest Lannoy                       | [ 40 ]        | 1903 in Calais (Pas-de-Calais)          | Maler (Arbeiter)                                         | FTPF, Front National (Résistance) | 29. März 1944 |                 |
| Robert Lebon                        | [ 41 ]        | 1921 in Nivelle                         | Rathausangestellter                                      | Front National (Résistance) | 9. März 1944  |                 |
| Henri Lebrun                        | [ 42 ]        | 1900 in Ere (Belgien)                   | Mitarbeiter bei der SNCF (Vorarbeiter)                   | Réseau Alliance, VDN (Voix du Nord) | 17. Jan. 1944 |                 |
| Edmond Leclercq                     | [ 43 ]        | 1899 in Ransart (Belgien)               | Zeichner, Techniker                                      | Réseau Alliance | 20. Jan. 1944 |                 |
| Charlemagne Lesage                  | [ 44 ]        | 1897 in Aire-sur-la-Lys                 | Sonderkontrolleur, Wirtschaftskontrollbeauftragter       | OCM | 18. Apr. 1944 |                 |
| Paul Lisfranc                       | [ 45 ]        | 1908 in Lissabon                        | Direktor einer Tintenfabrik                              | OCM / VDN (Voix du Nord) | 27. Dez. 1943 |                 |
| Marcel Maess                        | [ 46 ]        | 1920 in Condé-sur-Mer                   | Schuhproduktion, Schuhzuschneider                        | Front National (Résistance) | 9. März 1944  |                 |
| Alphonse Mann                       | [ 47 ]        | 1901 in Boulogne-sur-Mer                | Klempner                                                 | FTPF, Front National (Résistance) | 25. Feb. 1944 |                 |
| Henri Matrice                       | [ 48 ]        | 1924 in Saint-Amand                     |                                                          | FTPF, Front National (Résistance) | 9. März 1944  |                 |
| Gilbert Parisse                     | [ 49 ]        | 1920 in Hecq                            | Metzgereimitarbeiter                                     | Front National (Résistance) | 2. Feb. 1944  |                 |
| Pierre Prevost                      | [ 50 ]        | 1915 in Mouvaux                         | Stellvertretender technischer Direktor                   | Réseau Alliance | 19. Jan. 1944 |                 |
| Pierre Puis (auch: Pierre Delva)    | [ 51 ]        | 1903 in Watten (Pas-de-Calais)          | Büroangestellter                                         | Réseau Alibi: Jean de Vienne und Pat O’Leary | 27. Aug. 1943 |                 |
| Paul Riff                           | [ 52 ]        | 1920 in Straßburg                       | städtischer Mitarbeiter Architekturabteilung             | Vélites Thermopyles | 28. März 1944 |                 |
| Jean Rousseau                       | [ 53 ]        | 1908 in Orléans                         | Regionaldirektor                                         | Réseau Alliance, VDN (Voix du Nord) | 30. Juni 1943 |                 |
| Jean-Baptiste Rouvillois            | [ 54 ]        | 1913 in Boulogne-sur-Mer                | Polizist                                                 | Front National (Résistance), FTPF | 9. Feb. 1944  |                 |
| Paul Royaux                         | [ 55 ]        | 1908 in Rocroi                          | Friseur                                                  | OCM | 23. Feb. 1944 |                 |
| René Ruelle                         | [ 56 ]        | 1917 in Prisches                        | Lehrer, Fabrikarbeiter                                   | CGT, FTPF, Front National (Résistance) | 14. Dez. 1943 |                 |
| Robert Sarazin                      | [ 57 ]        | 1922 in Douai                           | Angestellter, Apothekerassistent                         | | 28. Jan. 1944 |                 |
| Marc Sarlandie                      | [ 58 ]        | 1896 in Cherveix-Cubas                  | Lehrer                                                   | OCM | 28. März 1944 |                 |
| Charles Sauvage                     | [ 59 ]        | 1911 in Boulogne-sur-Mer                | Elektriker / Klempner                                    | FTPF, Front National (Résistance) | 26. Feb. 1944 |                 |
| Alexandre Schimmel                  | [ 60 ]        | 1899 in Berg (Bas-Rhin)                 | Dolmetscher                                              | OCM, Réseau Jade Amicol | 23. Feb. 1944 |                 |
| Marcel Schoutteten                  | [ 61 ]        | 1904 in Lille                           | Präfekturangestellter                                    | Réseau Alliance | 20. Jan. 1944 |                 |
| William Sharp                       | [ 62 ]        | 1893 in Dover (Großbritannien)          | Dolmetscher                                              | Réseau Alibi, Pat O’Leary-Netzwerk | 27. Aug. 1943 |                 |
| Roger Snoeck                        | [ 63 ]        | 1909 in Joinville-le-Pont               | Buchhalter                                               | Réseau Agir (IS)-Netzwerk | 20. Juli 1943 |                 |
| Roger Speybrock                     | [ 64 ]        | 1920 in Tourcoing (Nord)                | Medizinstudent                                           | Réseau Alliance, VDN (Voix du Nord) | 19. Jan. 1944 |                 |
| Jean-Baptiste Tailliez              | [ 65 ]        | 1907 in Courrières (Pas-de-Calais)      |                                                          | FTPF, Front National (Résistance) | 5. Apr. 1944  |                 |
| Roger Thierry                       | [ 66 ]        | 1902 in Boulogne-sur-Mer                | Kranführer                                               | Front National (Résistance) | 9. Feb. 1944  |                 |
| Adolphe Torgue                      | [ 67 ]        | 1914 in Calais (Pas-de-Calais)          | Architekt                                                | Réseau Centurie, Erschossen am 27. Dezember 1943 wie Eugéne D’Hallendre; Pseudonym: Torquemada, Freimaurer, auch Mitglied bei OCM, VDN (Voix du Nord) | 27. Dez. 1943 |                 |
| René Wallard                        | [ 68 ] [ 69 ] | 1904 in Agnetz-sous-Clermont (Oise)     | Mechaniker                                               | FTPF | 20. Aug. 1943 |                 |
| Jean Watel                          | [ 70 ]        | 1912 in Dainville (Pas-de-Calais)       | Lehrer                                                   | OCM | 1. Mai 1944   |                 |
| Albert Van Wesemael (?)             | [ 71 ]        | 1903 in Tourcoing                       |                                                          | | 9. Feb. 1944  |                 |
| Bernard Van Wesemael (?)            | [ 72 ]        | 1892 in Aalst (Belgien)                 |                                                          | | 9. Feb. 1944  |                 |
| Willy Wirthgen                      | [ 73 ]        | 1904 in Rabenau bei Dresden             | Gewerkschafter                                           | KPD / Wehrkraftzersetzung | 3. Apr. 1944  |                 |

Die Hingerichteten gehörten verschiedenen Widerstandsbewegungen an, darunter Voix du Nord, Organisation civile et militaire, Libération Nord, Réseau Alliance, Réseau Pat O’Leary, Réseau Alibi, Réseau Agir.

## Der Cour Sacrée und das ‚Monument aux Fusillés du Fort de Bondues‘

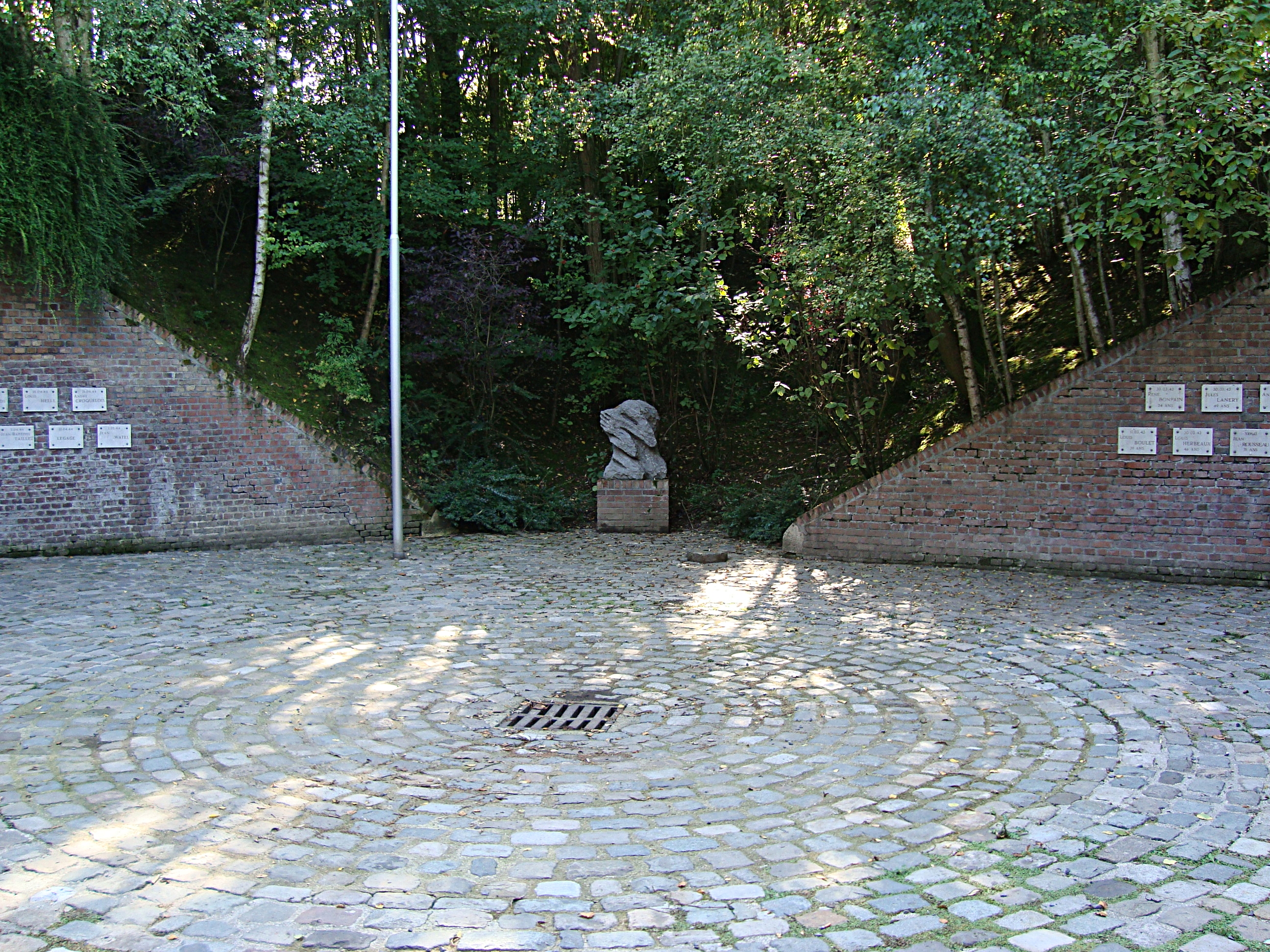
„Cour Sacrée“ (Ehrenhof) / Hinrichtungsort

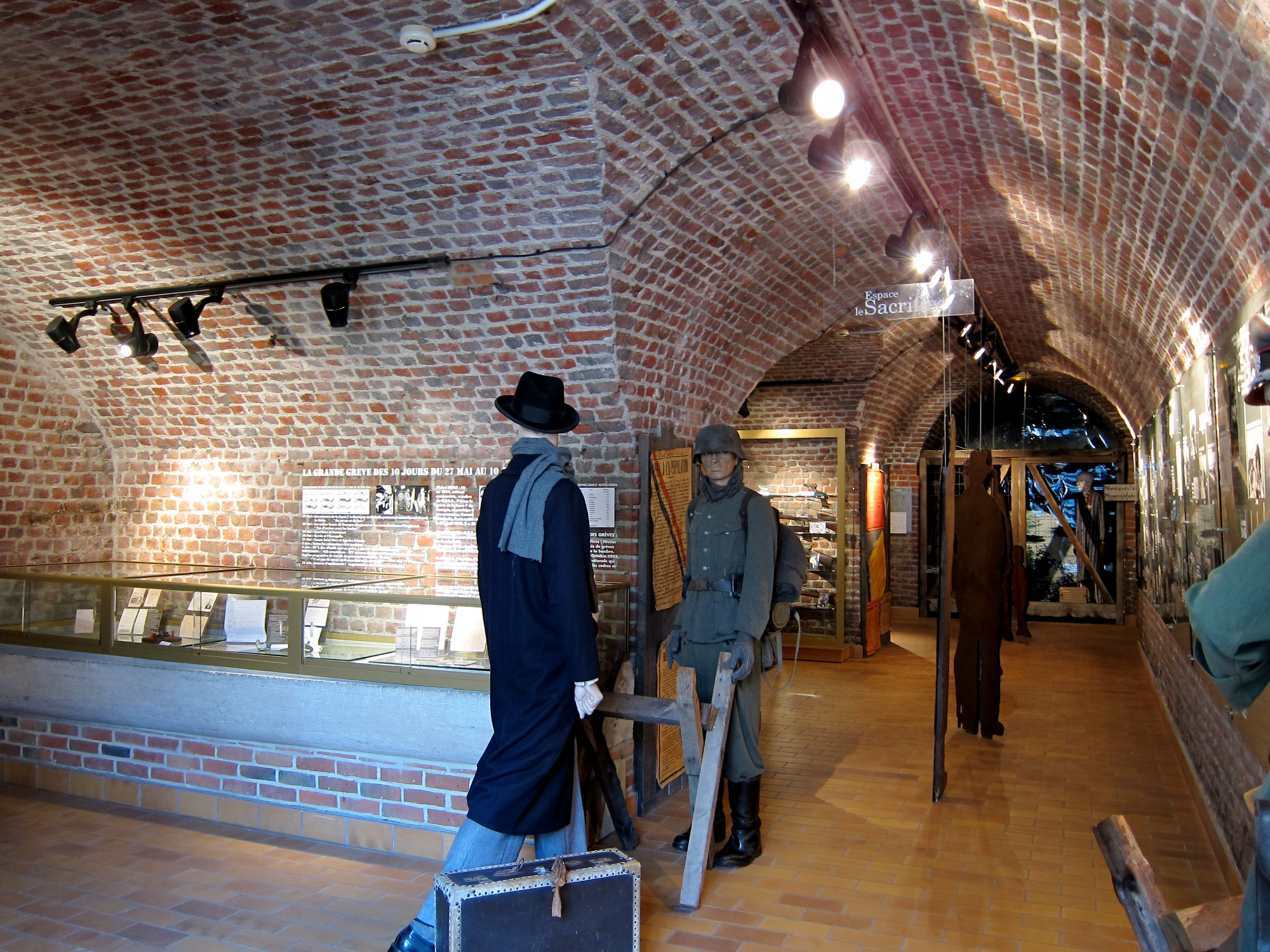
Das Widerstandsmuseum

Der Innenhof des Forts, in dem die Widerstandskämpfer erschossen wurden, ist heute als „Cour Sacrée“ (Ehrenhof) hergerichtet. Der Erschießungsort (Cour Sacrée) wurde durch die Sprengung am 1. September 1944 zerstört und nach dem Krieg wieder aufgebaut. Das Mahnmal 'Monument aux Fusillés du Fort de Bondues' liegt außerhalb des Forts an der Avenue du Général de Gaulle und nennt die Namen der 68 Erschossenen.

## Musée de la Résistance de Bondues
Seit September 1997 beherbergt die Anlage das Musée de la Résistance de Bondues. Ziel dieses Museums ist die Erinnerung an die 68 erschossenen Widerstandskämpfer zu bewahren. Außerdem widmet sich das Museum dem Widerstand in der Region Nord-Pas de Calais.